# Rusínské národní obrození

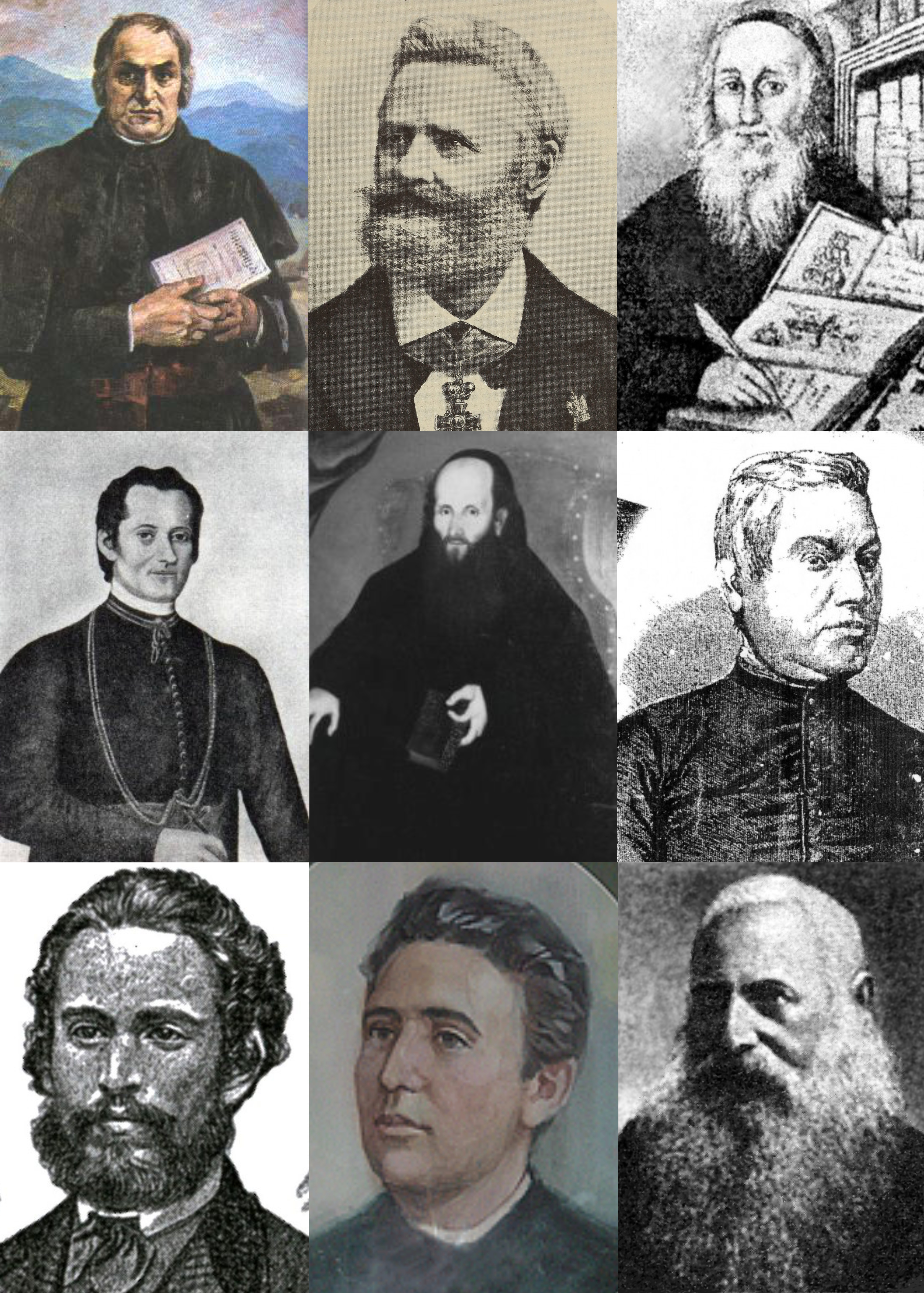
Alexander Duchnovič, Adolf Dobrjanský, Ioannikij Bazilovič, Ivan Čurhovič, Arsenij Kocák, Ioann Rakovský, Viktor Kimak, Julius Stavrovský-Popradov, Ivan Silvaj

Rusínské národní obrození (rusínsky русиньске народне возроджіня, rusyňske narodne vozrodžiňa) byl proces formování rusínské národní identity, kultury a literatury na území Rakouska-Uherska v 30. až 90. letech 19. století. Vedoucí představitelé se snažili motivovat obyvatele na severovýchodní hranici Uher k posílení národní uvědomělosti a také k větší autonomii rusínského národa v rámci Uherska. 
Představitelé národního obrození se označují jako národní buditelé; většinou se jednalo o vzdělané kněze, politiky a spisovatele. Na rozdíl od ostatních slovanských národních obrození byli buditelé v rusínském obrození rozděleni podle vlivu, který podporovali. Rusofilové prosazovali integraci Rusínů do ruského národa (např. Alexander Duchnovič, Alexander Pavlovič, nebo, v pozdních letech, Adolf Dobrjanský), zatímco rusínofilové zdůrazňovali kulturní a jazykovou svébytnost Rusínů ve vztahu k ostatním slovanským národům (např. Michal Lučkaj, Viktor Dobrjanský, nebo Jurij Žatkovič). Rusofilství bylo mezi buditeli silně zastoupeno, což mělo vliv na používání ruštiny a jazyčije namísto vytvoření spisovného rusínského jazyka. Obrození dokázalo probudit národní uvědomělost rusínského obyvatelstva.
Obrození předcházelo kratší rusínské osvícenství. Mezi přední rusínské osvícence se řadí Andrej Bačinský, který, kromě činnosti v oblasti školství, založil ještě biskupský archiv a knihovnu. Kolem této instituce se utvořil kruh dalších vzdělanců, mezi ně patřili Ioannikij Bazilovič, Ioann Kutka, Arsenij Kocák a Ioann Pastelij.
Samotné obrození začalo ve 30. letech 19. století a dosáhlo svého vrcholu, zejména v politickém duchu, během maďarské revoluce. Poslanec uherského sněmu Adolf Dobrjanský a jeho delegace dvakrát sepsali memorandum o uznání rusínského národa v Uhrách, které prezentovali i před rakouským císařem Františkem Josefem I. Politický úspěch vedl k předložení memorand rakouskému císaři, avšak obě nebyla dlouhodobě implementována. Po rakousko-uherském vyrovnání politická obrozenecká aktivita zanikla. Literární aktivita obrození byla úspěšnější; díky literárním spolkům vzniklo mnoho historiografických, naučných a poetických děl, a to hlavně zásluhou Alexandera Duchnoviče, jednoho z předních buditelů obrození. Duchnovič nepodporoval vznik spisovného rusínského jazyka, naopak byl zastáncem integrace rusínského obyvatelstva do ruského. Protože Duchnovičovy názory ovlivnily i další jeho rusínské současníky, většina obrozeneckých děl byla napsána v ruštině či v uměle vytvořeném jazyce jazyčije. Konec národního obrození není jednoznačně určen; obecně se udává ke konci 90. let 19. století, kdy začala emigrace Rusínů a maďarizace v Uhersku. Poslední čistě obrozenecká díla vycházela od Eugena Fencika a od tzv. Maďarónů, skupiny maďarsky orientovaných rusínských intelektuálů.
Po konci obrození následovala rozsáhlá emigrace Rusínů do USA a Kanady a politické obrození Rusínů po připojení Podkarpatské Rusi k Československu.

## Rusínské osvícenství

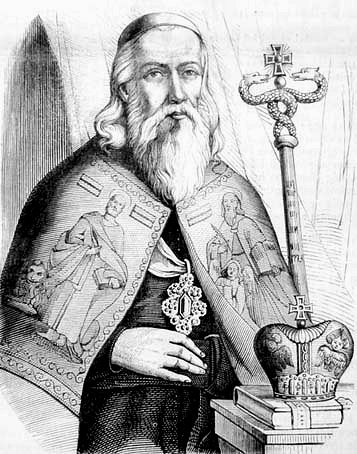
Andrej Bačinský, jeden z největších rusínských osvícenců, biskup Mukačevské eparchie, překladatel a zakladatel biskupského archivu a knihovny v Užhorodě

Rakouská císařovna Marie Terezie začala po řadě válek v polovině 18. století zavádět reformy na modernizaci habsburské monarchie. V Evropě v té době docházelo k pronikání osvícenství jako životního postoje a filozofického směru do všech oblastí života. Rusínské osvícenství, kulturní a intelektuální hnutí zaměřené na rozvoj vzdělanosti, jazyka a národní identity, se začalo formovat na konci 18. století a dosáhlo svého vrcholu na počátku 19. století. V roce 1777 Marie Terezie vyhlásila novou školní reformu pro Uhry. Uskutečněním školní reformy v Podkarpatské Rusi byl pověřen biskup Andrej Bačinský, díky němuž se začalo na užhorodských školách vyučovat v rusínštině. Rusínština se také stala úředním jazykem biskupské kanceláře v Užhorodě. Andrej Bačinský také vydal překlad Bible v jazyčiji, uměle založeném smíšeném jazyku, který vznikl spojením církevní slovanštiny a rusínštiny. Na sklonku svého života založil Bačinský biskupský archiv a knihovnu, a pod jeho vlivem vznikl kruh rusínských vzdělanců, mezi které patřili Ioannikij Bazilovič, Ioann Kutka, Arsenij Kocák a Ioann Pastelij. Tito vzdělanci bývají označováni jako první rusínští buditelé, ovšem ve své době nezískali širší podporu. Ioannikij Bazilovič vydal svá historiografická díla o Rusínech a Mukačevské eparchii, Arsenij Kocák napsal pět učebnic gramatiky církevní slovanštiny, Ioann Kutka sepsal první rusínský slabikář a sestavil Katechismus v rusínštině a Ioann Pastelij napsal historická díla a elegie, např. Elegie na počest císaře Josefa II., Historia Diocesis Muncasiensis a De origine Ruthenorum.

## Průběh obrození

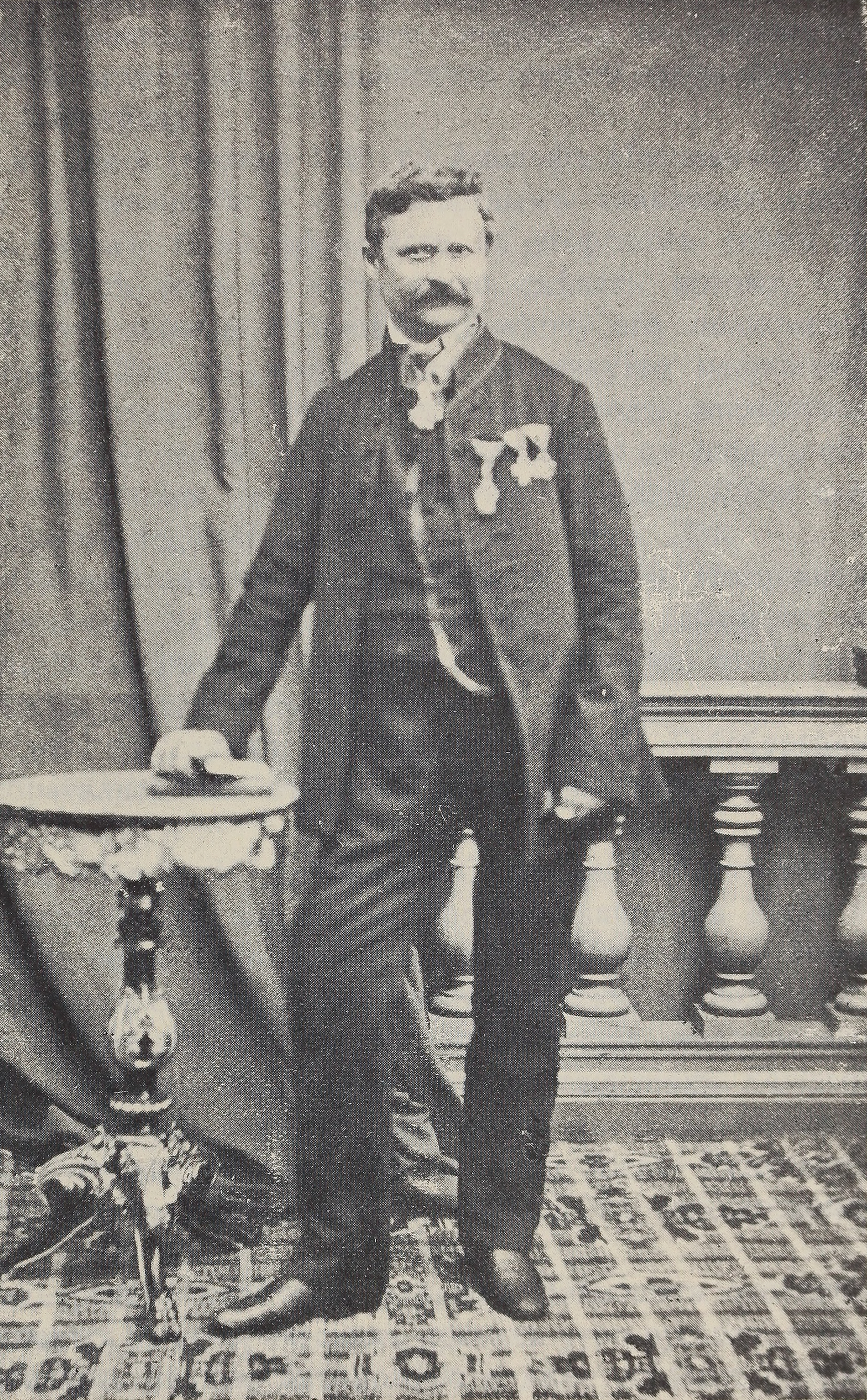
Adolf Dobrjanský byl jedním z největších rusínských politiků během obrození

Začátek rusínského národního obrození lze datovat do 30. let 19. století, kdy se v reakci na sílící maďarizaci začali objevovat první buditelé, usilující o zachování a rozvoj národní uvědomělosti.
Mezi první buditele rusínského obrození patřili Michal Lučkaj a Ivan Čurhovič. Ivan Čurhovič propagoval otázku rusínské národní uvědomělosti během svých kázání v kostelech a během vyučování na užhorodském gymnáziu. Čurhovič také usiloval o založení rusínské tiskárny a rusínských novin. Michal Lučkaj spíše psal, ale ne v rusínštině: buď v latině, nebo v jazyčiji. V 30. letech 19. století Lučkaj napsal knihy Grammatica Slavo-Ruthena, Dějiny karpatských Rusínů a Rusínsko-latinsko-maďarsko-německý slovník. Mezi buditeli se také objevili vzdělanci, které fascinovala otázka panslavismu; jednalo se o Ivana Orlaje, Jurije Venelina a Joanna Fogaraši-Berežanina. Ti jako první podpořili myšlenku sjednocení Uhrorusů s velkoruským národem. Tato myšlenka byla založena na jménu, kterým se Rusíni sami identifikovali, tedy Rusyn či Rusnak. Obě jména obsahují kořen rus, který bývá spojován s Ruskem a jeho tradicemi. Tato myšlenka zůstala u rusínských nacionalistů až do 21. století, např. u Dmitra Sidora a Petra Grecka.
V roce 1847 někteří kněží z mukačevské eparchie podpořili maďarizaci Rusínů a maďarského politického aktivistu Lajose Kossutha. Proti maďarizaci se postavil prešovský řeckokatolický kněz Alexander Duchnovič, jenž se v té době zajímal o vzdělání a také o svůj rodný jazyk. V roce 1847 Alexander Duchnovič vydal školní učebnici Čítanka pro začátečníky (rusínsky Knyžycja čytalnaja dlja načynajuščych). Zatímco většina jeho předchůdců psala v církevní slovanštině, on se rozhodl napsat čítanku v tzv. prosta mova, neboli v lidovém jazyce, kterému rozuměli i obyčejní rolníci.

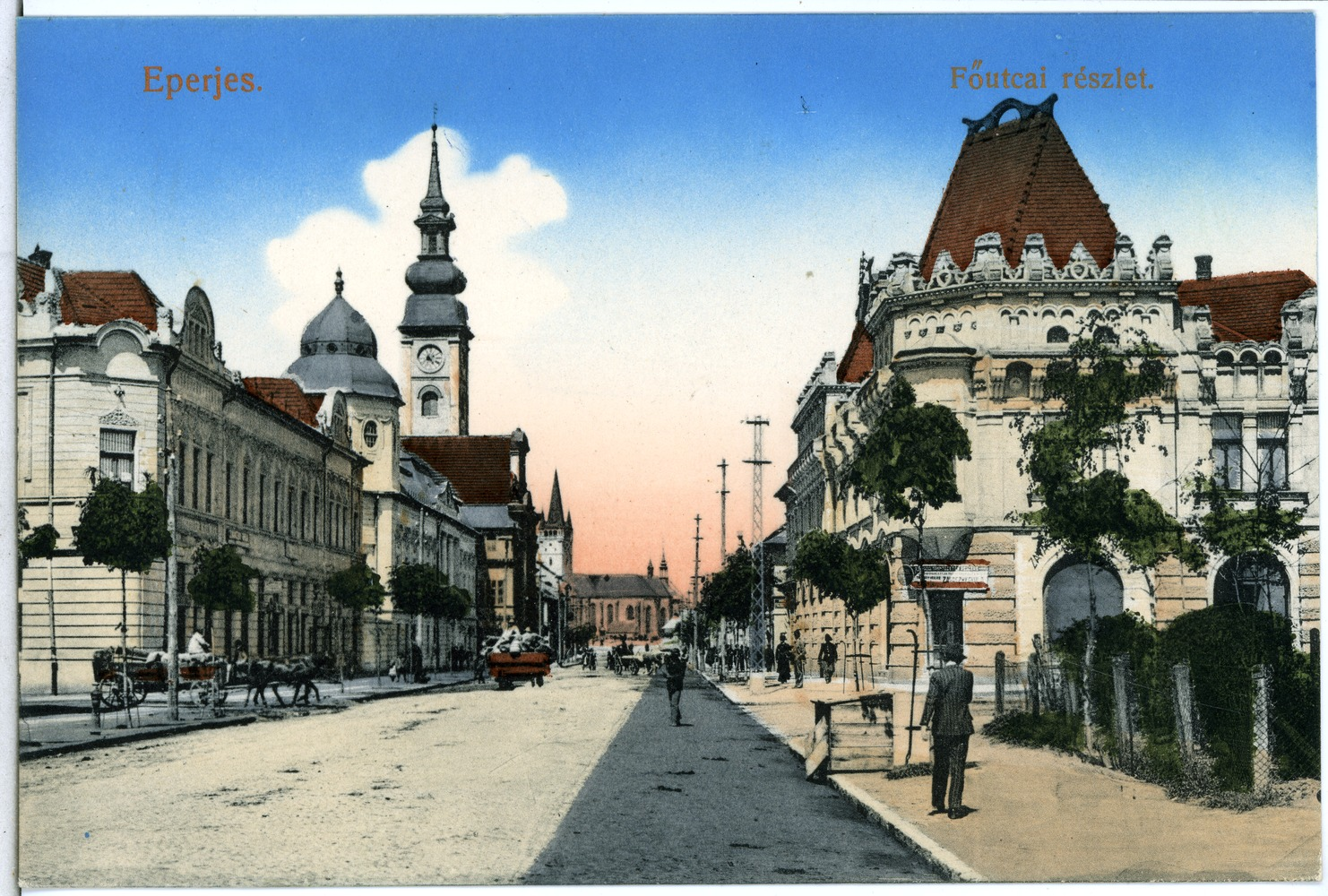
Pohled na Prešov, jedno z hlavních kulturních měst během obrození, v pozadí věž Chrámu svatého Jana Křtitele a také hlavní loď a klenba Konkatedrály svatého Mikuláše

V březnu 1848 vypukla maďarská revoluce, která posílila rodící se národní obrození v Uhrorusku. Lajos Kossuth a další povstalci vydali dekrety známé pod názvem březnové zákony; ty zajistily svobodu slova, zrušení nevolnictví a další reformy. Právě zrušení nevolnictví zasáhlo Rusíny nejvíce, a tak se z Rusínů stali svobodní rolníci. Zrušení nevolnictví mělo největší dopad na vzdělané vrstvy a kněze, zejména z řad řeckokatolíků prešovské a mukačevské eparchie. Ti se přidali na stranu Uherska a podpořili povstalce, jejichž reformy jim poskytly větší náboženskou i politickou svobodu. Uherskou stranu podpořil také Viktor Dobrjanský, který v maďarském deníku Budapesti Hiradó prohlásil: „Nám je milejší maďarská svoboda než ruské samoděržaví a mírnější podnebí Uher než sibiřské zimy.“ Loajalita Viktora Dobrjanského a ostatních podporovatelů Uherska byla zastíněna akcemi jeho bratra, Adolfa Dobrjanského. Ten si ve 40. letech 19. století vybudoval kariéru na středním Slovensku, kde zastával silné protimaďarské názory a spolupracoval s mnoha buditeli ze slovenského národního obrození. V důsledku kontroverzních názorů Adolfa Dobrjanského se většina rusínských intelektuálů, včetně těch promaďarsky orientovaných, dostala do protimaďarské opozice. Když měl Adolf Dobrjanský kandidovat do uherského parlamentu za Slovenský region, byla jeho kandidatura odmítnuta a společně se svými přáteli ze slovenského národního obrození byl nařčen z podpory panslavismu. Kvůli těmto obviněním mu byla znemožněna účast na důležitých akcích. Ta nejvýznamnější z nich byl Slovanský sjezd v Praze v roce 1848, který proběhl bez účasti jediného Rusína. Na sjezdu je však podpořili František Palacký a Jozef Miloslav Hurban. Palacký hájil zejména Adolfa Dobrjanského, zatímco Hurban chtěl rovnoprávnost maďarského, slovenského a rusínského národa. Dobrjanský se před koncem roku 1848 přestěhoval do Prešova a začal tam sepisovat memorandum a politický program, který měl být prezentován císaři Františku Josefu I.

### Rusínská memoranda ve Vídni v roce 1849
Na počátku roku 1849 se Adolf Dobrjanský podílel na sepsání memoranda a politického programu zaměřeného na uznání práv Rusínů. Memorandum bylo předloženo císaři Františku Josefovi I. během audiencí ve Vídni dne 29. ledna 1849. Členové delegace tvořili Adolf Dobrjanský, Viktor Dobrjanský, Michail Visianik, Jozef Šoltés a Alexander Janický. Delegace požadovala vytvoření jednotného knížectví či oblasti, která by spojovala území Uhrorusů a Rusínů z Haliče a Bukoviny. V memorandu byla také zahrnuta otázka uznání Rusínů. Memorandum mělo podporu u rusínské inteligence, řeckokatolické prešovské eparchie pod vedením biskupa Jozefa Gagance a také od Nejvyšší rusínské rady v Haliči, která také reprezentovala Rusíny z Bukoviny. Císař František Josef I. toto memorandum nepřijal, nechtěl vytvářet nové správní celky, které by kombinovaly rakouskou Halič se starým územím Uherského království. Rakouské císařství však vidělo v Adolfu Dobrjanském politického spojence, a dokud měla rakouská armáda pod kontrolou území Haliče a Uhroruska, rusínské národnostní a kulturní zájmy byly podporovány. Poté, co byla uherská revoluce potlačena v bitvě u Világoše, přijel Adolf Dobrjanský zpět do Vídně a prezentoval císaři další memorandum. V tomto memorandu, pojmenovaném Památník Rusínů Uherských, se jednalo pouze o Rusínech z Uhroruska. Memorandum požadovalo uznání rusínského etnika v Uhersku, vytvoření odděleného rusínského území v Uhersku, které by mělo rusínské úředníky a za úřední jazyk rusínštinu, jež by se vyučovala na školách a jež by byla využívána na úřadech.

### Užhorodský okruh

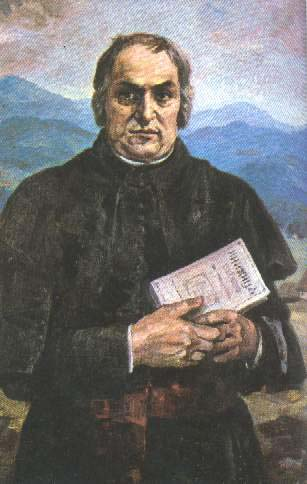
Alexander Duchnovič, jeden z největších rusínských buditelů, autor slov hymny podkarpatských Rusínů a rusínského motta „Já Rusín byl, jsem i budu“. Dle Ivana Franka udělal vše pro to, „aby mrtví Rusíni duchovně ožili“.

V říjnu 1849 došlo na žádost Alexandera Bacha k vytvoření Užhorodského okruhu. Okruh zahrnoval komitáty Ung, Bereg, Ugoča a Marmaroš. Prvním administrátorem byl jmenován baron Ignaz von Villetz a jeho referentem a vedoucím kanceláře administrátora se stal Adolf Dobrjanský. Dobrjanský nařídil nahrazení maďarských názvů ulic trojjazyčnými variantami, které obsahovaly rusínské, maďarské a německé názvy ulic. Také se snažil dosadit rusínské představitele do administrativních pozic, např. jeho bratr Viktor Dobrjanský se stal hlavním školním prokurátorem. Proti dosazování pouze rusínského obyvatelstva do administrativních pozic se ostře ohradil biskup mukačevské eparchie Vasil Popovič, který tvrdil, že kvůli jednání Adolfa Dobrjanského přestane slovenské a maďarské obyvatelstvo důvěřovat řeckokatolické církvi. Mukačevská eparchie byla výrazně maďarsky a rakousky orientována a nepovažovala rusínské politické obrození za pozitivní myšlenku. Adolf Dobrjanský ustoupil a začal brát do administrativních pozic i Maďary a Slováky. Alexander Duchnovič prosadil výuku rusínské historie a jazyka na gymnáziu v Prešově a v lednu 1850, ve spolupráci s haličskými rusofily žijícími ve Vídni, začal publikovat časopis Zpravodaj (rusínsky Вістник), později přejmenovaný na Časopis politický dle Rusínů rakouské země. Časopis byl silně slovanofilský a Duchnovič tam psal o postavení Rusínů v rámci Uherska. V Budapešti také vycházel silně slovanofilský časopis Zemský vládní časopis pro království Uherské (jazyčije Земскій правительственный часописъ длѣ королевства Угорскаго), který psal národní buditel rusofilského směru Ioann Rakovský.
Dne 28. března 1850 byl Užhorodský okruh zrušen v rámci centralizačních reforem iniciovaných Alexandrem Bachem. Rusínská inteligence označila tento krok za katastrofu v Užhorodě, kterou nejvíce zasáhlo rodící se rusínské národní obrození.

### Porevoluční lidové rusofilství
V červnu 1849 se v dukelském a lupkovském průsmyku začala shromažďovat ruská vojska a připravovala se na intervenci do Uher na podporu Rakouského císařství. Rusínští sedláci se shromažďovali v obcích a městech a vítali ruskou armádu. Silná maďarská protiruská propaganda paradoxně vedla k tomu, že se Rusíni více sjednotili, a to jak v rámci svého národního uvědomění, tak v podpoře panslavismu. Příchod slovanských vojsk podpořil v Lemkovině a v Uhrorusku již v té době silný trend lidového rusofilství, která se podobala haličskému rusofilství. Hlavním představitelem nového lidového rusofilství byl Alexander Duchnovič. Sám popsal svůj pohled a reakci na ruská vojska v Prešově: „Byla to, řeknu vám, ta první a snad i poslední radost mé duše, která mi zůstane navždy v paměti.“

### Rusínské literární spolky
Po politickém neúspěchu národního obrození v důsledku zrušení Užhorodského okruhu stále pokračovala literární tvorba v rusínském jazyce či jeho podobách. V roce 1850 vydal Alexander Duchnovič první rusínský almanach, což bylo dílo ve stylu kalendáře. Bylo nazvané Pozdrav pro Rusíny na rok 1850 a vyšly v něm básně jako Podkarpatští Rusíni, opusťte hluboký spánek, která je nyní známá jako hymna Rusínů, a báseň Věnování, z níž pochází slova Já Rusín byl, jsem i budu! Ve stejném roce také založil Literární spolek Prešovský, který existoval až do roku 1853. Cílem spolku bylo sjednotit rusínskou literárně činnou inteligenci, založit literární časopis, vytvořit tiskárnu s cyrilicí a založit muzeum rusínské kultury. Císařským nařízením byl spolek zrušen, během tří let své existence však dokázal vydat 12 rusínských knih a také dva další almanachy, Pozdrav pro Rusíny na rok 1851 a 1852, učebnici Krátký zeměpis pro Rusíny, katechismus a modlitební sborník Chléb duše neboli náboženské modlitby a písně východních kostelů a pravoslavných křesťanů. Ten vyšel v roce 1851 a stal se nejpopulárnější modlitební knihou rusínských věřících. Mukačevská eparchie však nepodpořila Duchnovičův spolek a dokonce nikdy nekoupila ani jednu knihu vydanou spolkem. Důvodem nepodpory obrození od eparchie bylo promaďarsky ovlivněné řízení eparchie, které si nechtělo ničit vztahy s maďarskou inteligencí.
V řadách rusínské inteligence v 60. letech 19. století existovala myšlenka možné maďarizace. V roce 1867 vydal Ivan Danilovič-Korytňanský divadelní hru Rodinná oslava, kde hlavní rusínský hrdina touží stát se Maďarem, než se vrátí zpět do Uherské Rusi kvůli své lásce. Již v roce 1863 se Alexander Duchnovič distancoval od maďarizace, a aby se zabránilo podpoře maďarizačních myšlenek, založil nový spolek.
V roce 1862 založil Alexander Duchnovič společně s Alexandrem Pavlovičem a s podporou řeckokatolické prešovské eparchie, pod vedením biskupa Jozefa Gagance, nový literární spolek, a to Spolek sv. Jana Křtitele (rusínsky Общество св. Іоанна Крестителя, Obščestvo sv. Joana Krestiteľa). Předsedou nového spolku byl zvolen právě Adolf Dobrjanský, jeho náměstkem se stal Anton Rubij a mezi členy spolku se řadili významní rusínští činitelé z východního Slovenska, ale také slovenští spisovatelé, novináři a významní ruští slavisti Michail Rajevský, Vladimír Lamanský a Georgij Slavjanský. Ruští slavisti zejména poskytovali spolku finanční prostředky a knížky do původní Duchnovičovy knihovny, kterou v roce 1859 věnoval krásnobrodskému klášteru, což umožnilo vznik první veřejné rusínské knihovny. Cílem spolku bylo vzdělávání rusínské mládeže s cílem podpořit rusínskou národní obrodu. Spolek založil v Prešově studentskou kolej Alumneum, kde Adolf Dobrjanský šířil své politické programy, a také v Užhorodě tiskárnu používající cyrilici. Vznik tiskárny byl důležitým milníkem během obrození, protože autoři nemuseli posílat svá díla do Lvova či Trnavy, kde se nacházely nejbližší tiskárny s cyrilicí. Ve spolku však stále hrál hlavní roli Alexander Duchnovič, který, na rozdíl od svých přátel mezi Štúrovci, nepodporoval vznik rusínského literárního jazyka na základě nejrozšířenějších rusínských dialektů. Duchnovič rozdělil tehdejší rusínský jazyk na nízký styl, neboli hovorovou a původní rusínštinu určenou pro literární díla, a na vysoký styl, který kombinoval rusínštinu a ruštinu a měl být používán pro teoretické práce; vysoký styl byl buď karpatskorusínský dialekt ruštiny, jazyk jazyčije, nebo ruský jazyk.
Alexander Duchnovič zemřel v roce 1865 a po jeho smrti se hlavní kulturní město obrození přeneslo z Prešova do Užhorodu. V reakci na jeho smrt byl založen Spolek sv. Vasilije Velikého (rusínsky Общество св. Василія Великого, Obščestvo sv. Vasylija Velykoho). Stalo se tak v roce 1866 v Užhorodě a založil ho Adolf Dobrjanský, společně s Ioannem Rakovským. Spolek začal vydávat první noviny pocházející od rusínské inteligence, a to týdeník Svět (rusínsky Свѣтъ), psaný v karpatorusínském dialektu ruštiny nebo v ruštině. Spolek také chtěl, stejně jako Spolek sv. Jana Křtitele, otevřít rusínské školy, a také proto vydával učebnice v rusínštině a maďarštině.

### Rakousko-uherské vyrovnání a zánik Spolku svatého Vasilije Velikého

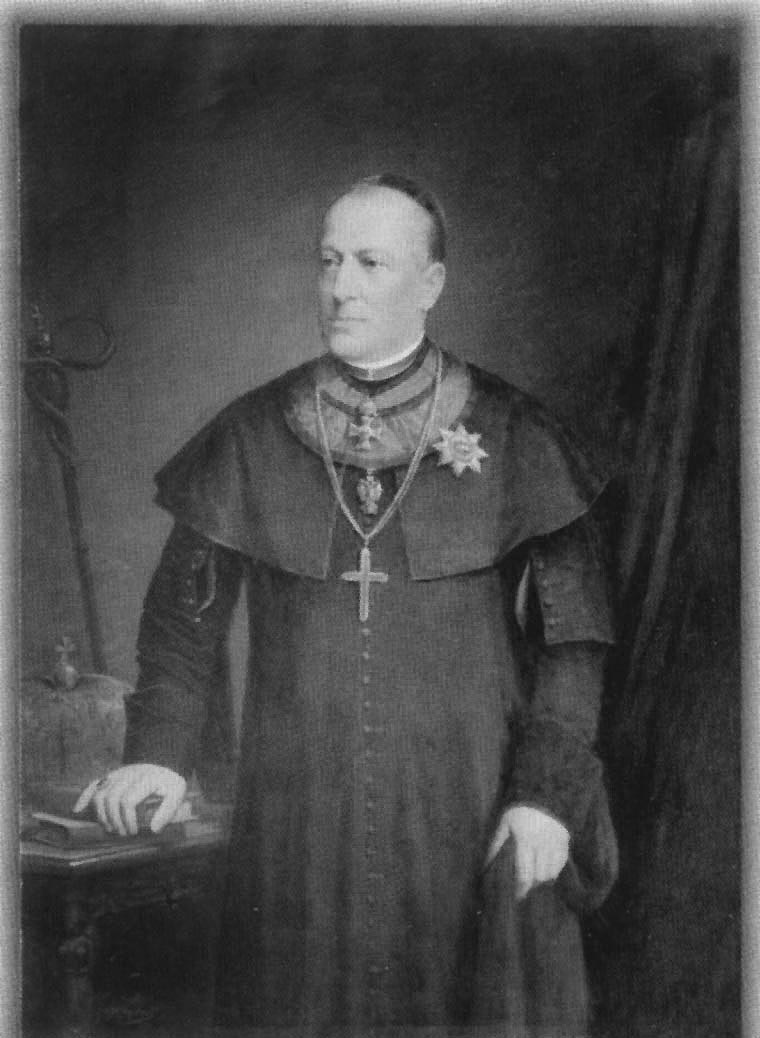
Štefan Pankovič byl jeden z největších propagátorů maďarizace mezi Rusíny během obrození

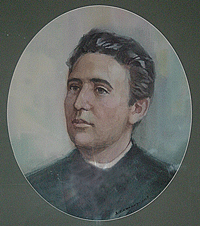
Julius Stavrovský-Popradov byl básník rusofilského směru a řeckokatolický kněz sídlící v Jarabini. I přes jeho rusofilské názory si dopisoval s ukrajinským etnografem a buditelem Volodymyrem Hnaťukem.

V únoru 1867 došlo k rakousko-uherskému vyrovnání. Zpočátku maďarské reformy neuznávaly v Uhersku národnostní menšiny, ale dovolovaly používání mateřského či libovolného jazyka v administrativě, školách a v náboženském životě. Tato reforma však neměla žádné sankce za nedodržování používání daného jazyka, a tak promaďarští činitelé toho zneužívali. Například v roce 1869 bylo zakázáno vyučovat v rusínském jazyce na užhorodském gymnáziu a v mukačevské eparchii došlo pod biskupem Štefanem Pankovičem k podpoře maďarizace Rusínů. V jedné vyhrocené debatě, kterou měl biskup Štefan Pankovič s knězem Ivanem Silvajem, prohlásil: „Jestli teď žijeme pod nadvládou Maďarů, tak se musíme stát Maďary.“ 
V prosinci 1870 obvinil redakci rusínských novin Svět z nebezpečných tendencí a zakázal duchovenstvu eparchie mít s redakcí jakékoliv styky. V roce 1871 pak inicioval interní převrat ve Spolku sv. Vasilije Velikého, kdy z vedení odvolal Adolfa Dobrjanského a Ioanna Rakovského a dosadil tam řeckokatolické duchovní promaďarského směru, kteří neuměli ani slovo rusínsky. V roce 1871 začal spolek vydávat týdeník Nový Svět (rusínsky Новый Свѣтъ), který byl v roce 1872 nahrazen týdeníkem Karpat (rusínsky Карпат), a to z důvodu vysokého rusínského nacionalismu redakce. Karpat se prezentoval jako společenské, církevní a literární noviny. Na začátku se do redakce zapojovali i rusínští intelektuálové, ale po zvýšení promaďarských tendencí se od týdeníku distancovali. Štefan Pankovič pokračoval v maďarizaci své eparchie, např. zakázal posílání rusínských semináristů do vídeňských škol, aby nezískali slovanské vlivy, a prosazoval také organizovanou emigraci protimaďarských Rusínů do centrálních Uher či Ruska. Pod emigrací skončili i rusofilové Viktor Kimak a další, kteří odešli do Ruska. Nakonec v roce 1873 proběhlo poslední, osmé zasedání Spolku sv. Vasilije Velikého, kdy se pod silným Pankovičovým vlivem rozhodlo vydávat rusínské knihy výhradně v maďarštině, a tak byl spolek utlumen a poté již nic nevydal.

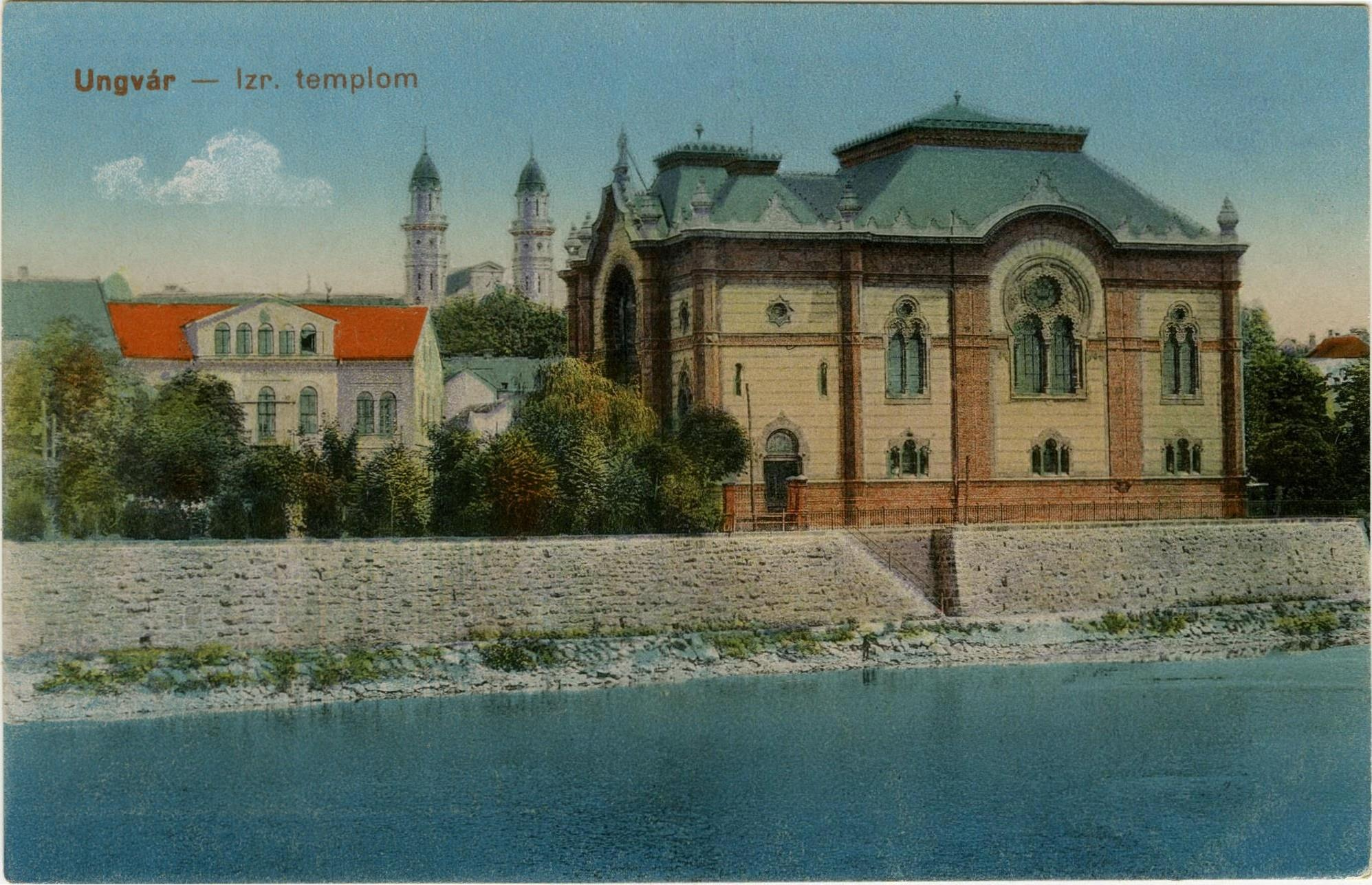
Pohled na Užhorod, jedno z hlavních kulturních měst během obrození, v pozadí lze vidět užhorodskou synagogu a věže katedrály Povýšení svatého kříže

Opozice, která byla proti Pankovičovým rozhodnutím, byla nečinná. Mezi hlavní odpůrce se postavili Viktor Kimak a Cyril Sabov, kteří vydávali satirický týdeník Sova (rusínsky Сова), který kritizoval uherskou vládu, biskupa Pankoviče a katolizaci Uherska. Po šesti vydáních byl týdeník nucen skončit a jeho redakce byla vyhnána ze země. Adolf Dobrjanský byl také proti Pankovičovi a znovu byl zvolen do uherského parlamentu. Hned na jeho prvním zasedání byl obviněn z panslavistických aktivit. Dobrjanský byl opět zbaven svého poslaneckého mandátu a začal sepisovat nové memorandum s programem vytvoření nové tzv. Rakouské Rusi. Toto území mělo kombinovat uherskou Rus společně s Haličí; návrh je prakticky identický s tím, který navrhoval v roce 1849 před císařem. Memorandum vyvolalo v maďarských politických kruzích velkou vlnu kritiky a v roce 1871 byl v Užhorodě na Adolfa Dobrjanského spáchán neúspěšný atentát. V důsledku atentátu byl těžce zraněn jeho syn Miroslav. Dobrjanský se rozhodl stáhnout do ústraní na svůj statek v Čertižném a v roce 1875 odešel do Petrohradu. Dobrjanský se v roce 1881 vrátil do Lvova, kde byl uvězněn a společně se svou dcerou Olgou Grabarovou a dalšími haličskými rusofily předvolán před soud a obviněn z vlastizrady. Dobrjanský byl zproštěn obvinění a odešel do Innsbrucku, kde v roce 1903 zemřel. Dílo Adolfa Dobrjanského v té době kritizovalo uspořádání Rakouska-Uherska, podporovalo spojení Rusínů s Ruskou říší a kritizovalo ukrajinské národní obrození v Haliči. Adolf Dobrjanský po roce 1875 nebyl v kontaktu s místní rusínskou inteligencí.

### Maďarónové a rusínofilství
V letech 1881–1883 došlo k rozdělení rusínské inteligence na dva tábory. Prvním táborem byl rusofilský, který tvořila starší generace rusínské inteligence, např. Alexandr Pavlovič, Alexandr Mytrak, Julius Stavrovský-Popradov a Ioann Rakovský. Tato starší generace podporovala Rusko a rusofilství a psala v ruštině. Druhý tábor byl rusínofilský a tvořila jej mladší generace rusínské inteligence, např. Nikolaj Homičkov, Feodosij Zlocký a László Čopej. Mladší generace psala pouze v rusínském jazyce, protože si uvědomila, že prostí lidé rozumí jen rusínštině, a proto se snažila tento jazyk kultivovat.
László Čopej vydal učebnice pro rusínské školy v rusínštině a také vydal první rusínský slovník s 20 tisíci slovy, což byl Rusko-maďarský slovník. V úvodu svého díla uvedl, že rusínský jazyk nelze považovat za pouhý dialekt ruštiny. Za toto dílo byl vyznamenán cenou Uherské akademie věd. Rusofilové se však proti Čopejovu dílu ohradili. Samotný slovník byl sice napsán v rusínštině, ale v Čopejovi blízkém užském dialektu, který obsahoval množství maďarismů, a proto rusofilové brali jeho rusínský jazyk jako mezikrok k maďarizaci. Feodosij Zlocký vydal spis Praktická gramatika Karpatsko ruského jazyka a Nikolaj Homičkov, redaktor v týdeníku Karpat, se rozhodl psát týdeník v jednom z rusínských dialektů.

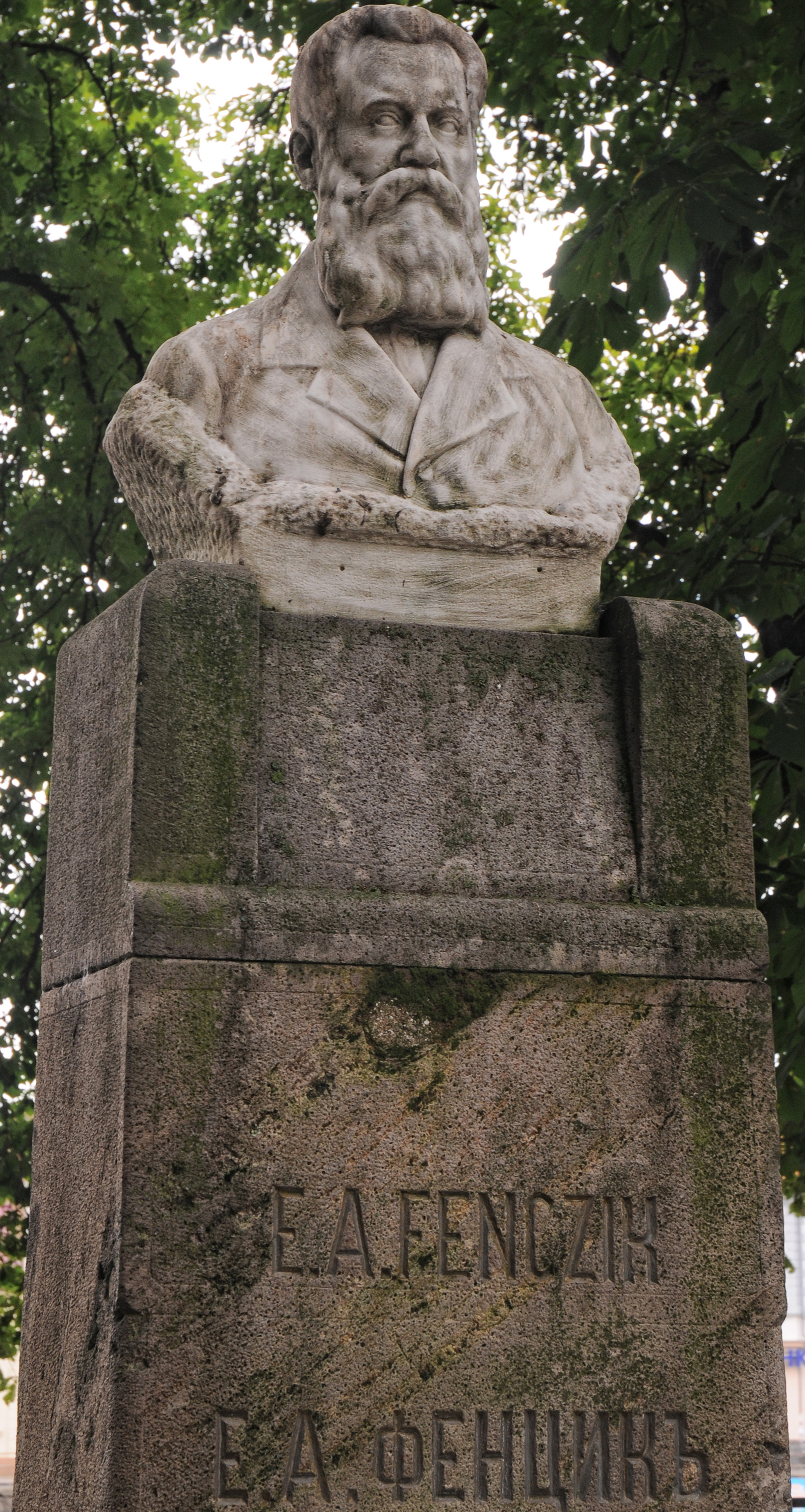
Památník Eugena Fencika v Užhorodě. Eugen byl jeden z posledních rusofilů, vydával týdeník Lístek a Dodatek.

Básník Julius Stavrovský-Popradov podpořil mladé obrozence v rusínofilském táboře, ačkoliv sám byl rusofil, podporoval myšlenky rusínského literárního jazyka. Sám Julius uvedl: „Alespoň mladí lidé mezi námi by neměli patřit do žádného tábora, nebo by neměli pokračovat v kontroverzích, které způsobili starší lidé. Práce, která mladé lidi čeká, je o lásce k jejich národu a v jejich kapacitách je přispět v jeho prosperitu... Povstaňte, bratři a přátelé, pro tenhle posvátný úkol ochránění a zachování národnosti.“
Alexandr Mytrak také vydal svůj Rusko-maďarský slovník, který byl napsán ve spisovné ruštině, a musel jej tisknout na vlastní náklady. Slovník obsahoval pouze pár dialektismů z rusínštiny, a tak jej využívali přední rusínští spisovatelé jako Julius Stavrovský-Popradov, Ivan Silvaj, Anatolij Kralický a Ioann Duliškovič. Poslední jmenovaný, Ioann Duliškovič, vydal třídílné historiografické dílo Historie podkarpatských Rusínů.
Jedním z posledních rusínských národních buditelů byl Eugenij Fencik, spisovatel a novinář rusofilského směru, který v roce 1885 začal vydávat noviny Lístek (rusínsky Листокъ) a od roku 1891 vydával také Dodatek k Lístku (rusínsky Додатокъ), který byl psán čistě v rusínštině, na rozdíl od Lístku, který byl psán v ruštině. Úpadek rusínské kulturní společnosti dokládá také fakt, že jeho noviny měly v posledním roce své existence pouze 25 odběratelů. Mimo Eugena Fencika vydávala své noviny také skupina maďarsky orientovaných rusínských intelektuálů, kteří byli nazýváni Maďarónové; mezi ně patřili Julij Drohobecký, Konstantin Nevický, Aladár Romanec a Emil Melleš. Tato skupina vydávala týdeník Východ (maďarsky Kelet), který byl psán v maďarštině. Na jeho stránkách propagovala formování maďarského politického národa a hlásala nevyhnutelnou asimilaci Rusínů v maďarském prostředí. Proti týdeníku se distancovali rusínští vlastenci, např. Jurij Žatkovič, Augustin Vološin, Hijador Strypský, Nikolaj Choma, Jevmenij Sabov a další, kteří obhajovali rusínský národ, jeho jazyk a také zachování symbolů rusínské národní identity. V roce 1895 obnovil v Užhorodě svou činnost Spolek svatého Vasilije Velikého a jeho nové vedení se silně distancovalo od původní rusofilské orientace a přešlo na ochranu rusínské národní identity.
Jeden ze starších členů nového rusínofilského trendu byl Jevmenij Sabov; ten napsal v roce 1890 dílo Rusínsko-maďarská gramatika. Nejednalo se o čistě literární rusínský jazyk, ale spíše o návrh nového karpatskorusínského dialektu ruštiny, tentokrát s větší rusínskou slovní zásobou z jeho rodného rusínského dialektu, který by nahradil původní kurpatorusínský dialekt ruštiny. V 90. letech 19. století také vyšly dvě učebnice, a to Slabikář od Michala Vrabela a Metodická gramatika uhersko-rusínského literárního jazyka od Augustina Vološina. Rusínofilové také měli lepší vztahy s ukrajinským národním obrozením v Haliči; jednalo se o Jurije Žatkoviče a Hijadora Strypského, kteří byli v kontaktu s ukrajinskými literárními spolky a již také otevřeli první společnou čítárnu v obci Skotarskyj. Přestože někteří jednotlivci, jako Jurij Žatkovič a Hijador Strypský, spolupracovali s ukrajinskými literárními spolky, většina rusínské inteligence nebyla připravena se sjednotit s ukrajinským obrozením. Sám Augustin Vološin, budoucí prezident Karpatské Ukrajiny, řekl: „Tyhle strašné neduhy ukrajinismu a radikalismu, které se nedávno rozšířily do Haliče, způsobily neustálé sváry a oddělili jméno Rusín od jeho církve, jazyka a dokonce ze svého jména.“

## Lemkovské národní obrození
Na dnešním území Polska, na severních svazích Karpat, také probíhalo malé obrození Rusínů. Na území, kde Lemkové žili, známé jako Lemkovina či Lemkivščyna, převládali spíše ukrajinské a polské národnostní vlivy, které však místní obyvatele nezasáhly tak významně, protože stále zachovávaly svůj starý jazyk i tradice. V 60. letech 19. století se na Lemkovském území objevil trend rusofilství. Tento směr, stejně jako v Uherské Rusi, idolizoval Rusko a velkoruský národ a prosazoval myšlenku spojení Lemků s velkoruským národem. Přední představitelé obrození ostře kritizovali ukrajinské národní obrození a považovali ho za zradu staroruských národů či separatismus, který oslabuje východní slovanství. Ačkoli se v roce 1868 ukrajinští nacionalisté pokusili rozšířit ukrajinské vlivy na území Lemkoviny a založili kulturně-osvětovou společnost, hospodářské družstvo a finanční úřad, jejich úsilí bylo utlačeno rusofilskými organizacemi. Spolek Michala Kačkovského zakládal v Lemkovských vesnicích tzv. Ruské čítárny. Tyto knihovny šířily literaturu psanou v jazyku jazyčije.

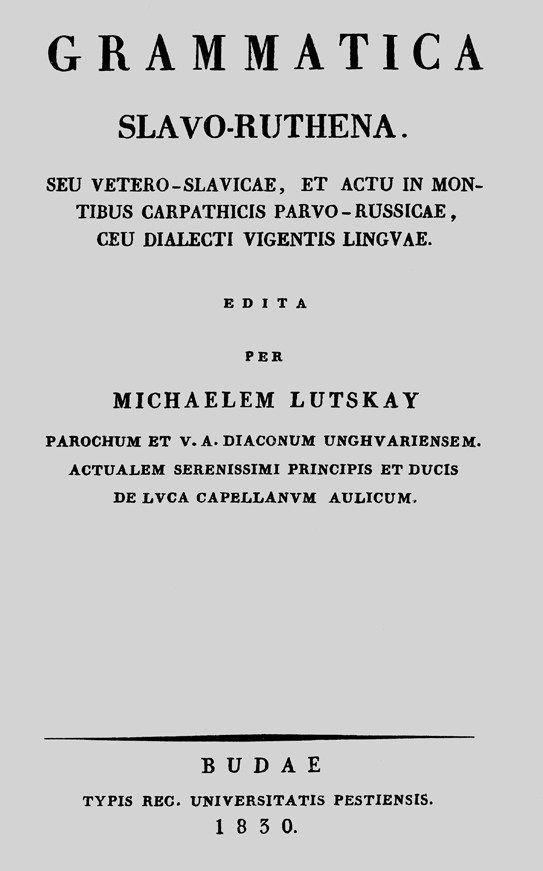
Grammatica Slavo-Ruthena je jazykovědné dílo napsané v latině. Michal Lučkaj ji považoval za rusínskou gramatiku, ale spíše se jednalo o gramatiku jazyku jazyčije.

## Rusínský literární jazyk
Prvním jazykovědcem byl Arsenij Kocák, který napsal pět učebnic o gramatice církevní slovanštiny. Dílo Slavěnoruská gramatika pak považoval Kocák za první rusínskou gramatiku; nejednalo se však o rusínský jazyk, nýbrž o církevní slovanštinu s prvky rusínštiny. V 30. letech 19. století napsal Michal Lučkaj knihy Grammatica Slavo-Ruthena a Rusínsko-latinsko-maďarsko-německý slovník. Grammatica Slavo-Ruthena je také dílo, které Lučkaj považoval za rusínskou gramatiku. Ve skutečnosti však spíše popisuje gramatiku jazyčije.
Prvním umělým jazykem, který buditelé brali jako literární, byla jazyčije. Jednalo se o uměle vytvořený jazyk, který kombinoval církevní slovanštinu, ruštinu a rusínštinu. Jazyk vznikl během života Michala Lučkaje a začal být populární po maďarské revoluci. Alexander Duchnovič nepodporoval vznik rusínského literárního jazyka na základě nejrozšířenějších dialektů rusínského jazyka. Duchnovič rozdělil tehdejší rusínský jazyk na nízký styl, neboli hovorovou a původní rusínštinu určenou pro literární díla, a na vysoký styl, který kombinoval rusínštinu a ruštinu a měl být používán pro teoretické práce; vysoký styl představoval buď karpatskorusínský dialekt ruštiny, jazyk jazyčije, nebo ruský jazyk.
Druhým jazykem, který byl považován za literární, byla právě ruština. Nešlo však o spisovnou ruštinu, ale o karpatskorusínský dialekt ruštiny s prvky rusínštiny. Ruštinu např. používali Alexandr Mytrak, Julius Stavrovský-Popradov a Ioann Rakovský. Ruština byla alternativou ke starší jazyčiji, kterou používala spíše starší generace buditelů jako např. Alexander Duchnovič, Nikolaj Nagy nebo Michal Lučkaj. Mezi největší milníky v rusofilském směru bylo dílo Rusko-maďarský slovník od Alexandra Mytraka, ze kterého čerpali přední rusínští spisovatelé, jako Julius Stavrovský-Popradov nebo Anatolij Kralický.
Po prvním zániku Spolku sv. Vasilije Velikého se znova objevila myšlenka nového literárního jazyka. Rusofilové podporovali použití ruštiny jako literárního jazyka Rusínů, zatímco rusínofilové podporovali vznik nového literárního jazyka založeného na rusínských dialektech.
Maďarónský časopis Východ podnikl v roce 1889 pokus o identifikaci vhodného dialektu pro vznik rusínského literárního jazyka. 16. června 1889 zveřejnil článek s názvem Žádost, v němž vyzvala vzdělané obyvatele rusínských vesnic k překladu dvou maďarských textů a k zaslání jejich místní folklórní písně. Cílem této iniciativy bylo shromáždit co nejvíce jazykového materiálu napříč rusínskými dialekty, což by redaktorům usnadnilo následné vytváření literárního jazyka. Dle redaktora Josefa Festorije byl za nejvhodnější dialekt označen mluvený jazyk rusínského obyvatelstva v župě Maramureš.
Jevmenij Sabov napsal v roce 1890 dílo Rusínsko-maďarská gramatika, které nebylo čistě literárním rusínským jazykem, ale spíše návrhem nového karpatskorusínského dialektu ruštiny, tentokrát s větší rusínskou slovní zásobou ze svého rodného rusínského dialektu, který by nahradil původní kurpatorusínský dialekt ruštiny. Jeho předchůdci László Čopej a Feodosij Zlocký se snažili vytvořit čistě rusínský jazyk. Ačkoliv buditelé nevytvářeli jazyk společně, podařilo se jim vytvořit základy pro jejich rusínský jazyk. Jazyk od Lászla Čopeje byl založen na užském dialektu, který obsahoval maďarismy. Jeho návrh nebyl mezi rusofily oblíbený a považovali ho za mezikrok k maďarizaci Rusínů.
Rusínský literární nebo spisovný jazyk, který by používaly další generace, nebyl během obrození vytvořen. Počátky možného vzniku a kodifikace spisovného rusínského jazyka se objevily až po vzniku Československa ve 20. století. Tuto problematiku otevřel Grigorij Žatkovič ve svém díle Národní otázka Rusínů z roku 1923, ale stále nebyl vytvořen jednotný rusínský jazyk.

## Seznam buditelů

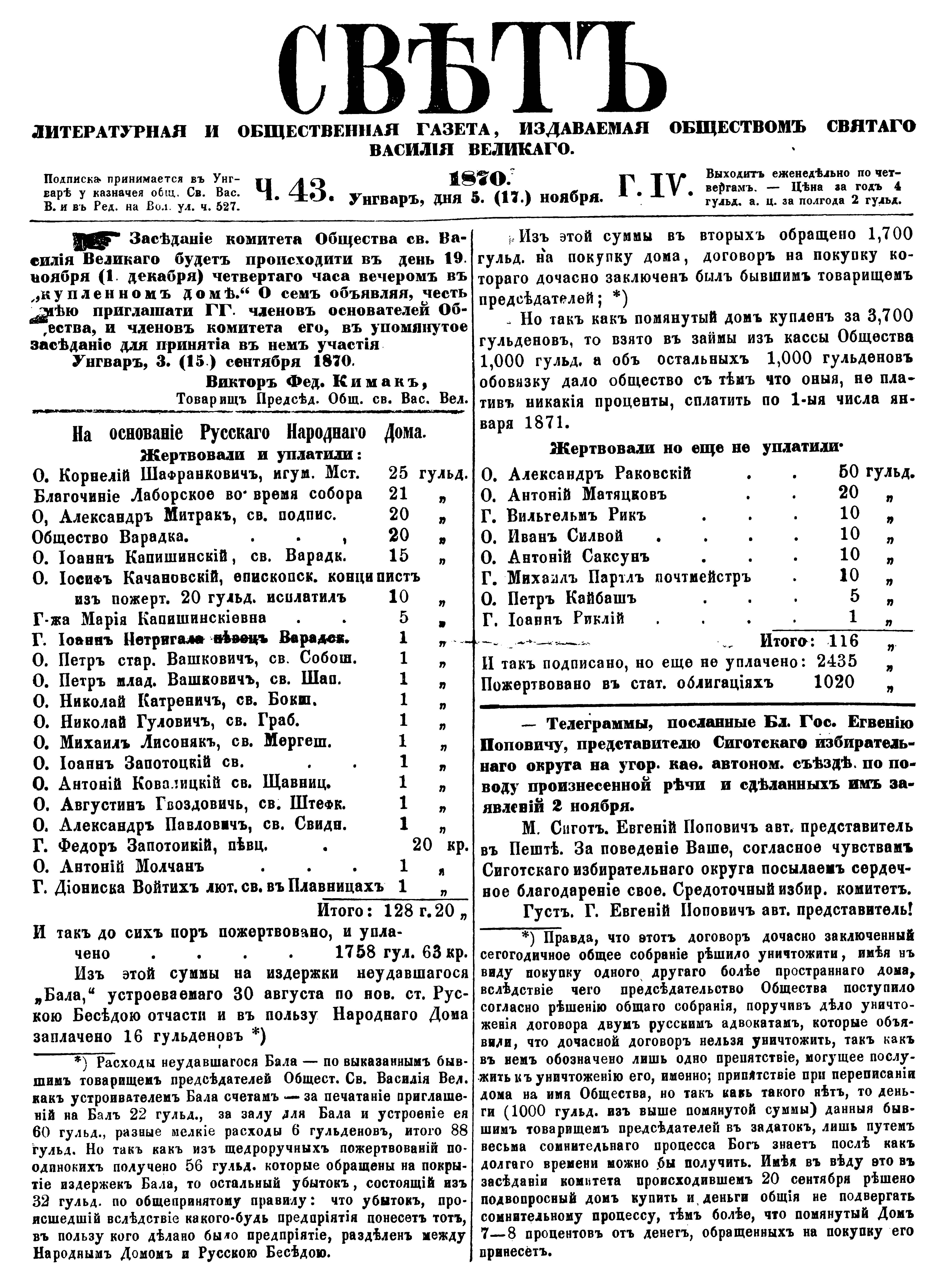
Úvodní stránka týdeníku Svět z roku 1870

- Andrej Bačinský (1732–1809)[74]
- Jevgenij Bačinský (1845–1903)[75]
- Ioann Bazilovič (1742–1821)[76]
- László Čopej (1856–1934)[77]
- Ivan Čurhovič (1791–1862)[78]
- Vasyl Dovhovič (1783–1849)[79]
- Julij Drohobecký (1853–1934)[80]
- Ioann Duliškovič (1815–1883)[81]
- Ivan Danilovič-Korytňanský (1834–1895)[82]
- Adolf Dobrjanský (1817–1901)[83]
- Viktor Dobrjanský (1816–1860)[84]
- Alexander Duchnovič (1789–1843)[85]
- Eugenij Fencik (1844–1903)[86]
- Julij Fircak (1836–1912)[87]
- Joann Fogaraši-Berežanin (1786–1834)[88]
- Jozef Gaganec (1793–1875)[89]
- Viktor Gebej (1838–1896)[90]
- Jakov Holovacký (1814–1888)[91]
- Alexander Homičkov (1830–1892)[92]
- Nikolaj Homičkov (1833–1886)[92]
- Nikolaj Choma (?–?)[63]
- Jurij Ignatkov (1840–1885)[93]
- Alexander Janický (?–?)[94]
- Ioann Juhasevyč-Skljarský (1741–1814)[95]
- Viktor Kimak (1840–1900)[96]
- Arsenij Kocák (1737–1800)[97]
- Anatolij Kralický (1835–1894)[98]
- Ioann Kutka (1750–1812)[99]
- Michal Lučkaj (1789–1843)[100]
- Konstantin Matezonský (1794–1858)[101]
- Emil Melleš (?–?)[65]
- Ioann Mondok (1824–1886)[102]
- Alexandr Mytrak (1837–1913)[103]
- Nikolaj Nagy (1819–1862)[104]
- Konstantin Nevický (?–?)[65]
- Ivan Orlaj (1770–1829)[105]
- Ioann Pastelij (1741–1799)[106]
- Alexandr Pavlovič (1819–1900)[107]
- Andrej Popovič (1809–1901)[108]
- Ioann Rakovský (1815–1885)[109]
- Andrej Ripaj (1829–1914)[110]
- Aladár Romanec (?–?)[65]
- Anton Rubij (1831–?)[111]
- Cyril Sabov (1838–1914)[92]
- Jevmenij Sabov (1859–1934)[112]
- Ivan Silvaj (1838–1904)[113]
- Julius Stavrovský-Popradov (1850–1899)[114]
- Hijador Strypský (1875–1946)[115]
- Jozef Šoltés (1813–1869)[116]
- Jurij Venelin (1802–1839)[117]
- Michail Visianik (1792–1873)[118]
- Augustin Vološin (1874–1945)[119]
- Michal Vrabel (1866–1923)[120]
- Feodosij Zlocký (1846–1926)[121]
- Josef Zmij-Miklovšik (1792–1841)[122]
- Jurij Žatkovič (1855–1920)[114]

## Časopisy a noviny

### Zpravodaj
Zpravodaj (rusínsky Вістник) byl první rusínský časopis vydávaný ve Vídni z roku 1850. Redaktorem časopisu byl Alexander Duchnovič a haličtí buditelé sídlící ve Vídni. Alexander Duchnovič zde psal o postavení Rusínů v rámci Uherského království. Časopis byl slovanofilský a později byl přejmenován na Časopis politický dle Rusínů rakouské země.

### Zemský vládní časopis pro království Uherského
Zemský vládní časopis pro království Uherské (jazyčije Земскій правительственный часописъ длѣ королевства Угорскаго) byl druhý rusínský časopis vydávaný v Budapešti z roku 1850. Jednalo se o časopis, který psal pouze Ioann Rakovský, jenž většinu svého života žil v Budapešti a podporoval obrození svou tvorbou v novinách a časopisech.

### Církevní noviny
Církevní noviny (jazyčije Церковная газета) byl týdeník vydávaný Ioannem Rakovským v Budapešti. V roce 1855 se v domě Adolfa Dobrjanského, společně s dalšími Rusíny, dohodli na vytvoření týdeníku. V něm publikovali články z ruských náboženských časopisů a články od Jakova Holovackého a Alexandera Duchnoviče. Dne 19. května 1858 byl časopis úředně zakázán, úřady však povolily Rakovskému vydat dalších deset čísel pod odlišným názvem. Po dalších deseti číslech byly noviny definitivně zakázány.

### Svět

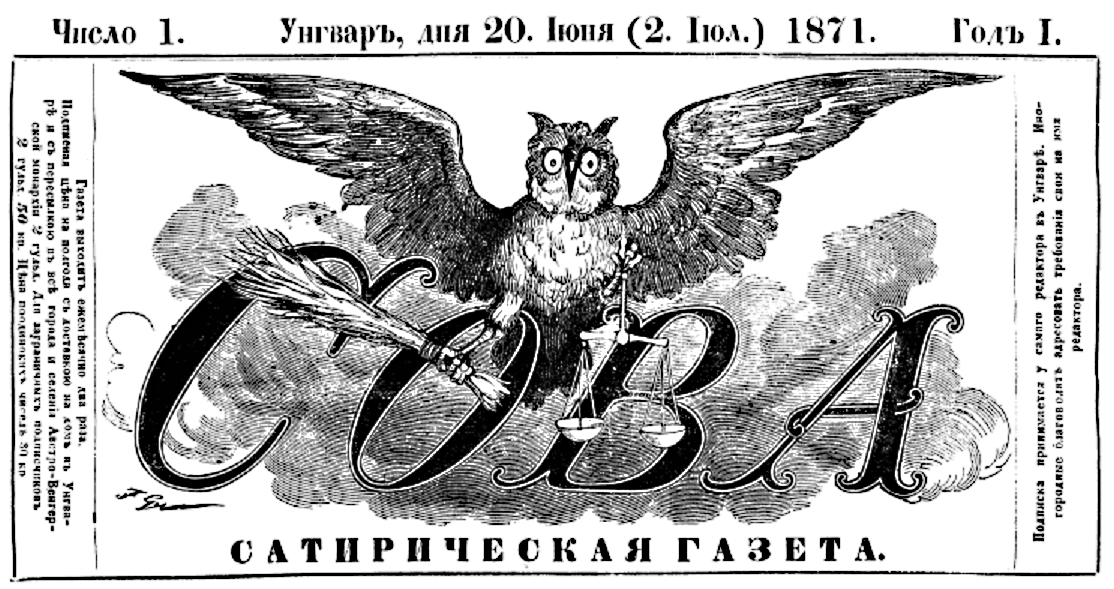
Úvodní strana prvního vydání týdeníku Sova

Svět (rusínsky Свѣтъ) byl první rusínský týdeník vydávaný Spolkem sv. Vasilije Velikého. Jednalo se o literární a společenské noviny, které podporovaly tehdejší rusofilské trendy. Hodnotily politický život v Uhersku a také uveřejňovaly recenze děl ruských spisovatelů. Prvním redaktorem novin byl Jurij Ignatkov, poté po něm nastoupili Cyril Sabov a Viktor Kimak. Týdeník byl silně proti maďarizaci a biskupovi Štefanovi Pankovičovi. Týdeník věřil v záchranu rusínského obyvatelstva tím ruským. Jednalo se o záchranu od uherské či rakouské okupace rusínského území. V roce 1870 začal týdeník vydávat Národní čtení (rusky Народное чтение), což byla série knih, která měla za účel šířit se mezi rusínským obyvatelstvem a podpořit samotný týdeník. Týdeník přestal vycházet na začátku roku 1871, krátce poté, co Viktor Kimak opustil redakci.

### Sova
Sova (rusínsky Сова) byl rusínský ilustrovaný a satirický týdeník vydávaný Viktorem Kimakem. Jednalo se o liberálně buržoazní noviny, které podporovaly tehdejší rusofilské trendy. Noviny se postavily proti maďarizaci a katolizaci Uhroruska. Týdeník Sova byl praktickým nástupcem Světu a hlavním redaktorem byl po celou dobu Viktor Kimak. První vydání bylo vytištěno v Užhorodě; kritizovalo uherskou vládu a biskupa Štefana Pankoviče. Po prvním vydání byl Kimak pronásledován církví a vládou a dostal od biskupa zákaz tištění týdeníku ve městě. Zbylá čtyři vydání proto Kimak vydal v Budapešti, poté byly noviny zakázány.

### Karpat
Karpat (rusínsky Карпат) byl společenský, církevní a literární týdeník vydávaný Spolkem sv. Vasilije Velikého. Jednalo se o nástupce zrušeného týdeníku Svět, který byl zrušen pod nátlakem biskupa Štefana Pankoviče. Ze začátku s týdeníkem spolupracovali někteří rusínští intelektuálové, ale po zvýšení promaďarských tendencí se od něj distancovali.

### Lístek
Lístek (rusínsky Листокъ) byl rusofilský měsíčník vydávaný Eugenem Fencikem. Ve svém měsíčníku psal o problémech a novinkách v rusínské literární inteligenci. Lístek byl psán v ruštině nebo v církevní slovanštině. Po šesti letech vydávání Lístku také začal psát Dodatek k Lístku (rusínsky Додатокъ), který byl psán v rusínštině.

### Východ
Východ (maďarsky Kelet) byl politický týdeník vydávaný tzv. Maďaróny, což byla skupina maďarsky orientovaných rusínských intelektuálů. Mezi přispěvatele týdeníku se řadí Julij Drohobecký, Konstantin Nevický, Aladár Romanec a Emil Melleš. Na svých stránkách publikovali formování maďarského politického národa a hlásali nevyhnutelnou asimilaci Rusínů v maďarském prostředí. Týdeník byl psán v maďarštině a distancovala se od něj většina rusínských vlastenců. V druhé polovině 80. let 19. století vydával týdeník i články z rusínofilské strany buditelů, mezi které patřil např. Jevmenij Sabov. Týdeník informoval i o rusofilských buditelech, např. o Adolfu Dobrjanském či Ioannu Rakovském. V 80. a 90. letech 19. století byl jedním z nejvýše postavených redaktorů Jurij Žatkovič, díky němu se podařilo publikovat několik desítek rusínofilských a ukrajinofilských článků, které propagovali rusínské tradice, implementaci rusínštiny do škol a otázku literárního jazyka.

## Divadlo
První dramatická hra vznikla již během rusínského osvícenství. Jednalo se o dílo Dojnyk, Kozlyk, Syrodav (rusínsky Дойник, Козлик, Сыродав), školské drama od Andreje Valkovského. Hra byla sepsána a hrána v latině, ale obsahovala příběh z rusínského prostředí. Je považována za nejstarší rusínské dramatické dílo napsané v roce 1807. Hra byla napsána v duchu raného preromantismu a poprvé ji publikoval slovenský buditel Pavel Josef Šafařík. Druhým nejstarším dramatickým dílem byla komedie Rozprava. Rusnák s Polákem (rusínsky Розправа. Руснакъ з Полякомъ) od neznámého autora. Hra vyšla v roce 1834 a na rozdíl od děl Valkovského byla psána ve verších a obsahovala slabičné veršování. Děj zachycuje spor Poláka a Rusína (Rusnáka) o kulturní a národní nadřazenost.
Začátek povětšinou rusínsky psaného divadla se připisuje Alexandrovi Duchnovičovi, jenž působil ve druhé polovině 19. století. Mezi další významné divadelní autory patřili Ivan Danilovič-Korytňanský, Ivan Silvaj a Eugenij Fencik. Právě divadlo sehrálo významnou roli při šíření rusínské obrody. Výhodou divadla bylo, že i negramotní rusínští obyvatelé rozuměli hraným hrám.
První a také nejvýznamnější divadelní hra Alexandera Duchnoviče byla satirická hra Ctnost převyšuje bohatství (rusínsky Добродѣтель превышает богатетво). Hru napsal v roce 1850, obsahuje tři dějství a byla sepsána a hrána v rusínštině. Premiéru měla v roce 1851 na louce mezi obcemi Topoľany a Stráňany (dnešní městské části Michalovcí) a byla hrána amatérským divadlem pod vedením Alexandera Labance. Na její premiéru se šel podívat i divadelní kritik Michal Lychvarčyk a svou recenzi napsal do časopisu Zpravodaj. Děj hry popisoval tehdejší konflikt mezi rusínskou inteligencí a místním měšťanstvem, které podporovalo maďarizaci.
Druhá divadelní hra, kterou Duchnovič napsal, byla satirická komedie Hlavní žvanitel (jazyčije Головный тарабанщик). Hru napsal v roce 1852 v jazyce jazyčije. Hru odeslal do Lvova, kde hledal spolupráci s haličskými rusofily a ruskou dramatickou scénou.
V roce 1867 vydal Ivan Danilovič-Korytňanský divadelní komedii Rodinná oslava (rusky Семейное празднество). Hru napsal v ruštině a premiéru měla v hotelu Koruna v Užhorodu. Děj se soustředí kolem hlavního rusínského hrdiny, který se touží stát Maďarem, než se vrátí zpět do Uherské Rusi kvůli své lásce. Danilovič-Korytňanský také vydal v roce 1873 hru Podvodníci (rusky Обманщики) a v roce 1866 dramatickou humoresku Kočičí noviny ateisty (rusínsky Мачкагазі атеїста). V roce 1879 vydal Eugenij Fencik hrdinsky-romantickou nebo historicky-patriotickou tragédii Dobytí Užhorodu (rusky Покорение Ужгорода). Děj popisuje vpád Maďarů do Evropy a obranu Užhorodského hradu knížetem Laborcem.
Rusínské divadlo zůstalo aktivní i po skončení obrození, ale svého vrcholu dosáhlo ve 30. letech 20. století v Československu.

## Hudba

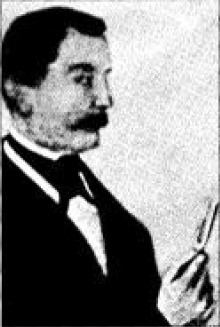
Konstantin Matezonský byl spoluzakladatelem a dirigentem pěveckého sboru Harmonie. Konstantin nebyl Rusín, sám přišel do Užhorodu z Přemyšlu a jeho pseudonym byl Bělorusín

### Cantus planus
Populárním hudebním žánrem na území Uherské Rusi byly folklórní písně a hudba a také náboženské písně známé pod názvem Cantus planus. Cantus planus byl během obrození významně podporován zejména řeckokatolickými eparchiemi, které jej využívaly během kázání. Okolo roku 1794 se začal Cantus planus vyučovat na užhorodském teologickém semináři a ve stejné době vydal hudebník a opisovač Ioann Juhasevyč-Skljarský sedm knih o liturgických písních. V roce 1834 založil Ivan Čurhovič ve spolupráci s dirigentem Konstantinem Matezonským a Vasylem Dovhovičem první pěvecký sbor v Uherské Rusi s názvem Harmonie.

### Liturgické zpěvníky
Do poloviny 19. století byly texty písní známy pouze kantorům; až později se rozšířily mezi věřící díky tištěným zpěvníkům. Jedná se zejména o zpěvníky od Alexandera Duchnoviče a Andreje Popoviče. Alexander Duchnovič vydal v roce 1851 modlitební sborník Chléb duše, neboli náboženské modlitby a písně východních kostelů a pravoslavných křesťanů, který se stal nejpopulárnější modlitební knihou rusínských věřících. Andrej Popovič vydal v roce 1866 knihu Velký sborník, což byla sbírka hymnů pro jitřní, večerní a nedělní liturgie a slavnostní svátky.
Ke konci obrození se rozhodl mukačevský biskup Julij Fircak vypracovat dvě knihy s cílem sjednotit zpívanou modlitební kulturu mukačevské řeckokatolické eparchie. Výsledkem byl Užhorodský písník, poprvé vydaný v roce 1902, který obsahoval texty 180 hymnů sestavených Ivanem Silvajem.

## Výtvarné umění
Před začátkem obrození byla na území Uherské Rusi populární ikonografie a církevní umění, které podporovala mukačevská řeckokatolická eparchie. Během obrození stále převládaly církevní výtvarné tradice a jeho hlavním představitelem, zejména v církevním umění, byl Josef Zmij-Miklovšik. Josef Zmij-Miklovšik byl vyučen ve Vídni a pracoval pro prešovského biskupa, kde pod jeho vedením namaloval několik ikonostasů a oltářních obrazů, z nichž nejvýznamnější je oltář v chrámu svatého Jana Křtitele v Prešově. Také byl prvním rusínským malířem, který začal malovat portréty a krajinomalby. Výtvarné umění nebylo mezi většinovou chudou vrstvou rusínského obyvatelstva populární, a tak většina malířů rusínského původu působila mimo Uherskou Rus.

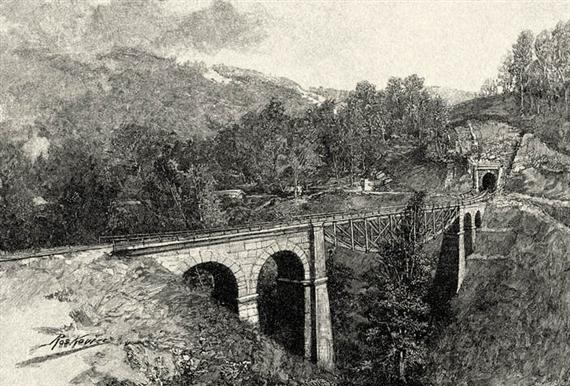
Krajinomalba od Ignáce Roškoviče vyobrazující železniční most v Užoku

Kvůli omezeným ekonomickým příležitostem a nedostatku uměleckých institucí na území Uherské Rusi mnoho malířů odcházelo za vzděláním a uplatněním do větších center, jako byly Vídeň a Budapešť. Za nejznámějšího malíře rusínského původu je považován Ignác Roškovič. Malíř studoval umění ve Vídni a Budapešti a mezi jeho nejvýznamnější díla patří fresky v bazilice svatého Štěpána v Budapešti a v konkatedrále Nanebevstoupení Páně v Kecskemétu. Roškovič také namaloval několik církevních děl do řeckokatolických kostelů na dnešním východním Slovensku. Mezi další významné malíře rusínského původu patří Michal Hrabar, Edmund Samovolský, Anastáz Homičkov, Ferdinand Vidra a Ferenc Hervedle. Na území Uherské Rusi žilo a pracovalo více malířů, ale ti také neměli větší vliv na rusínské obyvatelstvo.
Výtvarné umění získalo na významu po první světové válce během období Československa, které poskytlo příznivější podmínky pro rozvoj kultury a umění.